# Nga Thanh
Nga Thanh là một xã thuộc huyện Nga Sơn, tỉnh Thanh Hóa, Việt Nam.

## Thông tin địa lý
Xã Nga Thanh có diện tích: 3,46 km². Theo Tổng điều tra dân số năm 1999, xã Nga Thanh có dân số 5.897 người.
Xã Nga Thanh nằm ở phía nam huyện Nga Sơn. Địa giới hành chính như sau: 
- Phía đông giáp các xã Nga Liên và Nga Tân;
- Phía nam giáp các xã Nga Tân và Nga Thủy;
- Phía tây giáp thị trấn Nga Sơn;
- Phía bắc giáp các xã Nga Yên và Nga Liên.

## Hành chính
Năm 1977, huyện Nga Sơn sáp nhập với huyện Hà Trung thành huyện Trung Sơn, xã Nga Thanh thuộc huyện Trung Sơn. Năm 1982 huyện Trung Sơn chia tách thành hai huyện như cũ, xã Nga Thanh lại thuộc huyện Nga Sơn.
Xã Nga Thanh ngày nay gồm các làng (xóm):
| STT | Tên thôn/xóm/ấp/khu phố | Mã bưu chính |
| --- | ----------------------- | ------------ |
| 1   | Xóm 1                   | 444141       |
| 2   | Xóm 2                   | 444142       |
| 3   | Xóm 3                   | 444143       |
| 4   | Xóm 4                   | 444144       |
| 5   | Xóm 5                   | 444145       |
| 6   | Xóm 6                   | 444146       |
| 7   | Xóm 7                   | 444147       |